# Ordem Militar de Maximiliano José

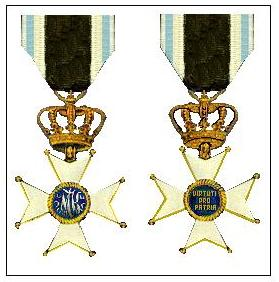
Ordem militar de Max Joseph

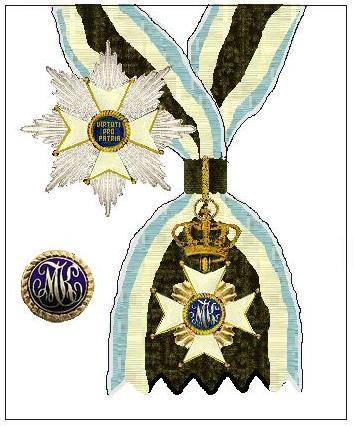
Grã-cruz

A Ordem Militar de Maximiliano José (em alemão: Militär-Max-Joseph-Orden) foi a mais alta ordem militar do Reino da Baviera. Foi instituída em 1 de janeiro de 1806 por Maximiliano I e encontrava-se dividia em três graus:
- Grã-cruz (Großkreuz)
- Cruz de comendador (Kommandeurkreuz)
- Cruz de cavaleiro (Ritterkreuz).

Aos receptores era concedido o título de nobreza "Ritter von", que era adicionado aos seus nomes. A ordem se tornou obsoleta em 1918 com o colapso da monarquia bávara após a derrota alemã na Primeira Guerra Mundial.

## Descrição
A insígnia da ordem era uma cruz de Malta em ouro esmaltado com esferas em cada ponta da cruz. O medalhão do centro exibia o monograma de Maximiliano José e no reverso a frase latina "Virtuti pro patria" (Valentia pela pátria). A estrela da ordem, entregue junto com a grã-cruz, era prateada e possuía oito pontas (cada uma delas com cinco raios).
Dimensões
- Ritterkreuz: 28 mm x 50 mm (incluindo-se a coroa e o anel)
- Kommandeurkreuz: 38mm x 55 mm
- Großkreuz: 68 mm X 100 mm

## Nobreza
Os receptores que ainda não eram membros da nobreza recebiam o título não-hereditário "Ritter von" adicionado aos seus nomes, por exemplo Wilhelm Leeb se tornava Wilhelm Ritter von Leeb. Tal título de nobreza aplicava-se somente aos bávaros e também era conferido por outras condecorações como a Ordem de Mérito da Coroa Bávara, uma honraria civil. Entretanto, "Ritter von" também pode ser um título hereditário não relacionado com estas ordens.

## Receptores notáveis
Lista parcial:

### Grã-cruz
Baviera
- Luís I da Baviera
- Ruperto da Baviera

Áustria
- Josef Wenzel Radetzky von Radetz
- Francisco José I da Áustria
- Carlos I da Áustria

Prússia
- August Neidhardt von Gneisenau
- Guilherme I da Alemanha
- Frederico III da Alemanha
- Helmuth von Moltke

### Cruz de comendador
- Friedrich Kreß von Kressenstein
- Francisco, príncipe da Baviera

### Cruz de cavaleiro
- Wilhelm Ritter von Leeb